# Armia Mongolii Wewnętrznej
Armia Mongolii Wewnętrznej – kolaboracyjna formacja zbrojna istniejąca w latach 30. w okupowanej przez Japończyków Mongolii Wewnętrznej
Armia została sformowana w 1929 r. przez mogolskiego księcia Demchugdongruba spośród jego straży przybocznej liczącej ok. 900 ludzi. Była uzbrojona jedynie w ręczne karabiny i kilka karabinów maszynowych pochodzących z arsenału w Mukdenie, a podarowanych Demchugdongrubowi przez chińskiego marszałka Zhanga Xuelianga. Dzięki doradcom z armii japońskiej stała się dobrze wyszkolona i bojowa. Podczas przygotowań do japońskiej kampanii Suiyuan w 1936 r. przeciwko wojskom chińskim została rozbudowana do wielkości 9-10 tys. ludzi. W jej skład weszły wówczas nieregularne oddziały Mongołów z Mandżukuo pod dowództwem lokalnego militarysty Li Shouxin oraz inne oddziały z Chahar i Suiyuan, a także bandyci i chińscy dezerterzy. Po przegranej kampanii armię przeorganizowano w osiem dywizji kawalerii liczących ok. 20 tys. ludzi. Współuczestniczyła ona wraz z armią japońską w podbijaniu reszty terytorium Mongolii Wewnętrznej. Część oddziałów mongolskich brała następnie udział w bitwie pod Taiyuan.